# Hadula zetina
Hadula zetina là một loài bướm đêm trong họ Noctuidae.